# بانوراما فيليج
بانوراما فيليج (بالإنجليزية: Panorama Village, Texas)‏ هي مدينة تقع بولاية تكساس في شمال شرق الولايات المتحدة. تبلغ مساحة هذه المدينة 2.9 (كم²)، وترتفع عن سطح البحر 93 م، بلغ عدد سكانها 1965 نسمة في عام 2000 حسب إحصاء مكتب تعداد الولايات المتحدة وتصل الكثافة السكانية فيها 691 نسمة/كم2.

## التركيبة السكانية
حدّد مكتب تعداد الولايات المتحدة بيانات التركيبة السكانية لبانوراما فيليج في تعداد الولايات المتحدة. في ما يلي، التركيبة السكانية حسب تعدادي 2000 و2010.

### تعداد عام 2000
بلغ عدد سكان بانوراما فيليج 1,965 نسمة بحسب تعداد عام 2000، وبلغ عدد الأسر 877 أسرة وعدد العائلات 654 عائلة مقيمة في القرية. في حين سجلت الكثافة السكانية 694.3 نسمة لكل كيلومتر مربع (1,798.2/ميل2). وبلغ عدد الوحدات السكنية 923 وحدة بمتوسط كثافة قدره 326.1 لكل كيلومتر مربع (844.6/ميل2).
وتوزع التركيب العرقي للقرية بنسبة 97.30% من البيض و0.61% من الأمريكيين الأفارقة و0.15% من الأمريكيين الأصليين و0.31% من الأمريكيين ذوي الأصول الآسيوية و0.56% من الأعراق الأخرى و1.07% من عرقين مختلطين أو أكثر و2.65% من الهسبانيون أو اللاتينيون من أي عرق.
بلغ عدد الأسر 877 أسرة كانت نسبة 22.6% منها لديها أطفال تحت سن الثامنة عشر تعيش معهم، وبلغت نسبة الأزواج القاطنين مع بعضهم البعض 65.2% من أصل المجموع الكلي للأسر، ونسبة 7.1% من الأسر كان لديها معيلات من الإناث دون وجود شريك،  بينما كانت نسبة 2.3% من الأسر لديها معيلون من الذكور دون وجود شريكة وكانت نسبة 25.4% من غير العائلات. تألفت نسبة 23.9% من أصل جميع الأسر من عدة أفراد يعيشون في نفس المنزل ونسبة 15.1% كانت تتألف من شخص يعيش بمفرده يبلغ من العمر 65 عاماً أو أكثر. وبلغ متوسط حجم الأسرة المعيشية 2.24، أما متوسط حجم العائلات فبلغ 2.61.
بلغ العمر الوسطي للسكان 50.5 عاماً. وكانت نسبة 17.7% من القاطنين تحت سن الثامنة عشر، وكانت نسبة 4.8% بين الثامنة عشر والرابعة والعشرين عاماً، ونسبة 19% كانت واقعةً في الفئة العمرية ما بين الخامسة والعشرين والرابعة والأربعين عاماً، ونسبة 29.4% كانت ما بين الخامسة والأربعين والرابعة والستين، ونسبة 29.1% كانت ضمن فئة الخامسة والستين عاماً فما فوق. يوجد لكل 100 أنثى 85.9 ذكر، ويوجد لكل 100 أنثى في الثامنة عشر من عمرها فما فوق 83.3 ذكر.
بلغ متوسط دخل الأسرة في القرية 55,625 دولارًا، أما متوسط دخل العائلة فبلغ 67,548 دولارًا. وكان متوسط دخل الذكور 51,350 دولارًا مقابل 36,354 دولارًا للإناث. وسجل دخل الفرد الخاص بالقرية 29,420 دولارًا. وكانت نسبة 2.8% من العائلات ونسبة 3.1% من السكان تحت خط الفقر، وكان من هؤلاء نسبة 4.6% تحت سن الثامنة عشر ونسبة 3.2% في الخامسة والستين من العمر وما فوق.

### تعداد عام 2010
بلغ عدد سكان بانوراما فيليج 2,170 نسمة بحسب تعداد عام 2010، وبلغ عدد الأسر 1,001 أسرة وعدد العائلات 691 عائلة مقيمة في القرية. في حين سجلت الكثافة السكانية 766.8 نسمة لكل كيلومتر مربع (1,986.0/ميل2). وبلغ عدد الوحدات السكنية 1,065 وحدة بمتوسط كثافة قدره 376.3 لكل كيلومتر مربع (974.6/ميل2).
وتوزع التركيب العرقي للقرية بنسبة 96.36% من البيض و1.11% من الأمريكيين الأفارقة و0.18% من الأمريكيين الأصليين و0.60% من الأمريكيين ذوي الأصول الآسيوية و0.09% من سكان جزر المحيط الهادئ و0.60% من الأعراق الأخرى و1.06% من عرقين مختلطين أو أكثر و5.62% من الهسبانيون أو اللاتينيون من أي عرق.
بلغ عدد الأسر 1,001 أسرة كانت نسبة 18.9% منها لديها أطفال تحت سن الثامنة عشر تعيش معهم، وبلغت نسبة الأزواج القاطنين مع بعضهم البعض 57.7% من أصل المجموع الكلي للأسر، ونسبة 8.3% من الأسر كان لديها معيلات من الإناث دون وجود شريك،  بينما كانت نسبة 3% من الأسر لديها معيلون من الذكور دون وجود شريكة وكانت نسبة 31% من غير العائلات. تألفت نسبة 27.8% من أصل جميع الأسر من عدة أفراد يعيشون في نفس المنزل ونسبة 16.3% كانت تتألف من شخص يعيش بمفرده يبلغ من العمر 65 عاماً أو أكثر. وبلغ متوسط حجم الأسرة المعيشية 2.17، أما متوسط حجم العائلات فبلغ 2.60.
بلغ العمر الوسطي للسكان 55.6 عاماً. وكانت نسبة 14.8% من القاطنين تحت سن الثامنة عشر، وكانت نسبة 4.9% بين الثامنة عشر والرابعة والعشرين عاماً، ونسبة 15.5% كانت واقعةً في الفئة العمرية ما بين الخامسة والعشرين والرابعة والأربعين عاماً، ونسبة 33.3% كانت ما بين الخامسة والأربعين والرابعة والستين، ونسبة 31.4% كانت ضمن فئة الخامسة والستين عاماً فما فوق. وتوزع التركيب الجنسي للسكان بنسبة 45.8% ذكور و54.2% إناث.

## وصلات خارجية
- The US50 - Cities and Towns in Texas State